# 四季醸造
四季醸造（しきじょうぞう）は、冬の寒い時期だけでなく、一年を通じて日本酒を醸造すること。またはその技術や製法のこと。
寒造りの対立概念として扱われることもある。
日本では、古来より江戸時代初期に至るまで、真夏の盛りを除いて一年を通じて以下のように酒を醸していた。
- 新酒（しんしゅ）
旧暦八月（今の新暦では九月ごろに相当）に前年に収穫した古米で造る。
- 間酒（あいしゅ）
初秋に造る酒。今でいえば九月下旬で、残暑厳しい折ではあるが、そのために乳酸菌の発酵が容易だったなどのメリットもあった。たいへんな臭気をはなったという。
- 寒前酒（かんまえさけ）
晩秋に造る酒
- 寒酒（かんしゅ）
冬場に造る酒。のちに寒造りとして残っていく。
- 春酒（はるざけ）
春先に造る酒。冬に比べて気候が暖かくなっているので、浸漬（しんせき）の時間も日を追って短くすることが留意された。また蒸米は冷ましきってから弱く仕掛けるなど、発酵が進みすぎないようにいろいろな工夫がなされた。

しかし、江戸時代にこの四季醸造の技術は消滅していく。以下のような原因による。
1. 江戸幕府の政策 - 幕府は、そのときどきの米相場や食糧事情、政争などの理由で酒造統制を行なった。すなわち引き締め策を要するときには寒酒以外を禁じるなどして酒造への規制を強め、逆に米が供給過剰になったりすると、規制緩和を行ない「勝手造りの令」などによって四季醸造を解禁した。それを繰り返しているあいだに生産許可の不安定な新酒、間酒、寒前酒、春酒は蔵元が造らなくなっていった。
2. 酒質の追求 - 冬場は作業がつらく、発酵の進む早さもゆっくりではあるが、総じて良い酒ができる。やがて酒の品質競争が起こってくると、寒酒以外の季節の醸造はあまり省みられなくなった。

こうしていったん途絶してしまった四季醸造の技術がふたたび復活するのは、じつに昭和時代の工業技術によってであった。